# 4965 Takeda
4965 Takeda је астероид главног астероидног појаса са средњом удаљеношћу од Сунца која износи 2,917 астрономских јединица (АЈ).
Апсолутна магнитуда астероида је 14,0.